# Viking Genetics
VikingGenetics f.m.b.a. er en dansk/nordisk leverandør af kvæggenetik til verdensmarkedet. VikingGenetics er organiseret som en forening med begrænset ansvar og den ejes af 20.000 malkekvægs- og kødkvægslandmænd i Danmark, Sverige og Finland. VikingGenetics blev etableret af bl.a. VikingDanmark i 2008.